# Emmanuelle Vaugier

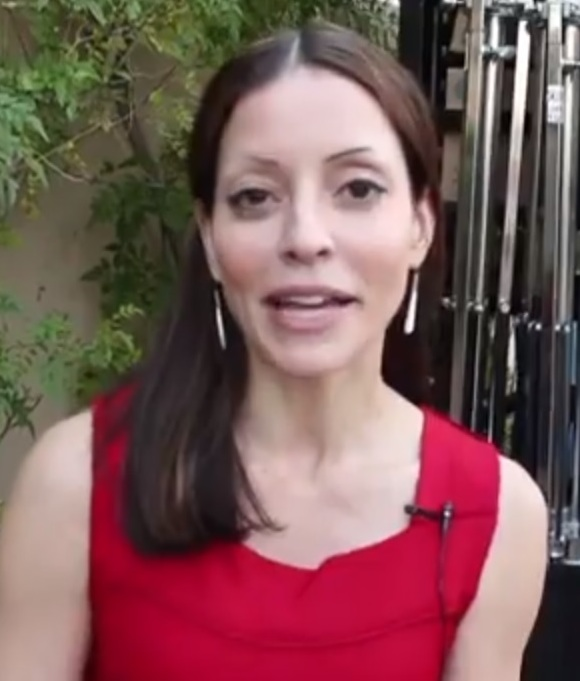
Emmanuelle Vaugier, 2016

Emmanuelle Vaugier (* 23. Juni 1976 in Vancouver, British Columbia) ist eine kanadische Schauspielerin.

## Leben
Vaugier wuchs in einer französischsprachigen Familie auf und begann ihre Karriere Mitte der 1990er Jahre mit einer Gastrolle in der Fernsehserie Highlander und einer kleinen Nebenrolle an der Seite von Faye Dunaway in dem Fernsehfilm “Blutiges Familiengeheimnis”. 1996 hatte sie eine wiederkehrende Gastrolle in der kanadischen Fernsehserie Madison. Sie war in der Folge in verschiedenen Fernsehserien wie Charmed und Smallville sowie in den Spielfilmen Hysteria, Saw II und 40 Tage und 40 Nächte in Nebenrollen zu sehen. Im deutschsprachigen Fernsehen war ihre wohl bekannteste Rolle die der Mia, Charlie Harpers Geliebte in der 3. und 5. Staffel von Two and a Half Men. 2005 spielte Vaugier in dem Science-Fiction-Film Painkiller Jane die weibliche Hauptrolle, eine weitere Hauptrolle hatte sie 2008 in der Verfilmung des Computerspiels Far Cry. Bereits 2006 stellte sie im Computerspiel Need for Speed: Carbon die Rolle der Nikki dar. Von der dritten bis zur fünften Staffel von CSI: NY spielte sie Det. Jessica Angell.

## Filmografie (Auswahl)

### Filme
- 1997: Hysteria
- 2000: The Sculptress
- 2001: Mindstorm
- 2001: Ripper – Briefe aus der Hölle (Ripper)
- 2001: Wishmaster 3 – Der Höllenstein (Wishmaster 3: Beyond the Gates of Hell)
- 2002: 40 Tage und 40 Nächte (40 Days and 40 Nights)
- 2003: Löwen aus zweiter Hand (Secondhand Lions)
- 2003: Wicked Game – Ein böses Spiel (Water’s Edge)
- 2005: Saw II
- 2005: Schwert des Schicksals – Attilas blutiges Vermächtnis (Cerberus, Fernsehfilm)
- 2007: Unearthed
- 2007: Blond und blonder (Blonde and Blonder)
- 2007: Saw IV
- 2008: Bachelor Party 2 – Die große Sause (Bachelor Party 2: The Last Temptation)
- 2008: Far Cry
- 2009: Dolan’s Cadillac
- 2010: Hysteria
- 2010: Mirrors 2
- 2010: A Nanny for Christmas
- 2011: Where the Road Meets the Sun
- 2011: French Immersion
- 2013: Absolute Deception
- 2013: The Wedding Chapel
- 2013: Susie’s Hope
- 2013: Absolute Deception
- 2013: Clara’s Deadly Secret
- 2014: Saul C The Journey to Damascus
- 2014: Teen Lust
- 2015: My Stepdaughter
- 2017: Destruction: Los Angeles
- 2019: My Mother's Stalker
- 2020: Expectant

### Fernsehfilme
- 2001: Largo Winch – Gefährliches Erbe (Largo Winch: The Heir)
- 2001: Stumme Schreie im See II (Return to Cabin by the Lake)
- 2004: Call Me: The Rise and Fall of Heidi Fleiss
- 2005: Painkiller Jane
- 2005: Cerberus (Schwert des Schicksals – Attilas blutiges Vermächtnis) (Cerberus)
- 2005: House of the Dead II (House of the Dead 2)
- 2011: Killer Mountain
- 2012: It’s Christmas, Carol!
- 2012: Stolen Child
- 2013: Hidden Away
- 2016: Love in Paradise
- 2016: Heart Felt (Love in the Vineyard)
- 2016: Eiskaltes Biest – Für Geld tut sie alles (Stranger in the House)
- 2016: His Double Life
- 2017: Washed Away
- 2018: Killer Ending
- 2021: Don't Look There
- 2022: Big Sky River
- 2023: Big Sky River – The Bridal Path

### Fernsehserien
- 1995: Highlander (Folge 4x10 Chivalry)
- 1996: Madison (9 Folgen)
- 1997: Police Academy (Police Academy: The Series, Folge 1x03 Put Down That Nose)
- 1998: First Wave – Die Prophezeiung (First Wave, Folge 1x07 Lungfish)
- 1998–1999: Outer Limits – Die unbekannte Dimension (The Outer Limits, 2 Folgen)
- 1999: Viper (Folge 4x11 Best Seller)
- 1999: Seven Days – Das Tor zur Zeit (Seven Days, Folge 2x09 Love and Other Disasters)
- 2000: Higher Ground (4 Folgen)
- 2000: Fionas Website (So Weird, Folge 3x13 Snapshot)
- 2002: X-Factor: Das Unfassbare (Beyond Belief: Fact or Fiction, Folge The Doll)
- 2002: Charmed – Zauberhafte Hexen (Charmed, Folge 5x06 The Eyes Have It)
- 2002–2003: Smallville (9 Folgen)
- 2004: Veronica Mars (Folge 1x10 An Echolls Family Christmas)
- 2004–2005: One Tree Hill (10 Folgen)
- 2005: Andromeda (5x21; 5x22 "Das Herz der Reise")
- 2005–2015: Two and a Half Men (12 Folgen)
- 2006: Monk (Folge 4x16 Mr. Monk Gets Jury Duty)
- 2006: Masters of Horror (Folge 2x05 Pro-Life)
- 2006–2009: CSI: NY (25 Folgen)
- 2007: Supernatural (Folge 2x17 Heart)
- 2010: Human Target (2 Folgen)
- 2010: Hawaii Five-0 (Folge 1x09 Po’ipu)
- 2010–2011: Covert Affairs (7 Folgen)
- 2010–2015: Lost Girl (18 Folgen)
- 2011: R. L. Stine’s The Haunting Hour (Folge 1x06 The Red Dress)
- 2011: The Protector (Folge 1x05 Revisions)
- 2013: Republic of Doyle – Einsatz für zwei (Folge 5x01 Bon Cop, Bueno Cop)
- 2013: The Mentalist (Folge 5x16 There Will Be Blood)
- 2015: Mistresses (6 Folgen)
- 2017: Rogue (7 Folgen)
- 2019: Magnum P.I. (Folge 1x14 I, the Deceased )
- 2020: MacGyver (Folge 4x02 Red Cell + Quantum + Cold + Committed)
- 2021: Supergirl (Folge 6x11 Mxy in the Middle)
- 2021: The Potwins (Fernsehserie, 8 Folgen)

## Videospiele
- 2006; Need for Speed: Carbon (Nikki Synchronisation)